# کرم گوش
کِرْم گوش (به انگلیسی: Earworm)، آهنگ چسبنده، آهنگ گیر یا سندروم موسیقی چسب‌ناک، عباراتی هستند که دانشمندان برای توضیح پدیده آهنگ تکرارشونده در ذهن به کار می‌برند. بیشتر افراد این پدیده را موقعی احساس می‌کنند که موسیقی از سرشان بیرون نمی‌رود و در حال شنیدن آن موسیقی هستند، اما در حقیقت هیچ منبع صوتی در حال پخش آن نیست. در این حالت آهنگی که فرد مدت‌ها پیش شنیده‌است در سرش تکرار می‌شود. در بعضی از موارد معمولاً جملات موسیقی بارها و بارها تکرار می‌شوند به گونه‌ای که در عین جذابیت و زیبایی، حالتی آزار دهنده به خود می‌گیرند.
برابر انگلیسی کرم گوش از واژه آلمانی Ohrwurm گرته‌برداری شده‌است. اولین کاربرد انگلیسی شناخته شده در رمان Flyaway اثر دزموند باگلی در سال ۱۹۷۸ است، جایی که نویسنده به منشأ آلمانی ابداع واژه خود اشاره می‌کند.
این پدیده باید از پالیناکوز، یک بیماری نادر پزشکی ناشی از آسیب به لوب گیجگاهی مغز که منجر به توهمات شنوایی می‌شود، متمایز باشد.
آهنگ تکرارشونده در ذهن، ناخواسته و غیر‌ارادی و خارج از کنترل افراد است و می‌توان کاملاً آزارنده شود. این پدیده‌ای رایج است و حدود ۹۰ درصد از افراد می‌گویند هفته‌ای یک بار آن را تجربه کرده‌اند. کرم‌ گوش در بخش شنیداری قشر مغز، که وظیفه تحلیل اصوات را بر‌عهده دارد تشکیل می‌شود. پژوهش‌ها نشان می‌دهد جویدن آدامس باعث کاهش پدید آمدن کرم گوش می‌شود.